# Cadier (Pays-Bas)
Pour les articles homonymes, voir Cadier.
Cadier est une ancienne commune des Pays-Bas, intégrée en 1828 dans Cadier en Keer, qui fait aujourd'hui partie de la commune d'Eijsden-Margraten.
Elle faisait anciennement partie du Comté de Dalhem.

### Histoire
- Comté de Dalhem